# Spanyol építészek listája
A listában a spanyol nemzetiségű vagy Spanyolországban alkotó kiemelkedő építészek nevei olvashatók. A listában szerepelnek katalán és baszk építészek is, amennyiben Spanyolországban születtek vagy alkottak.
A spanyol és katalán névadás sajátossága, hogy az apa és az anya vezetékneve is megjelenhet a névben, az utóbbi egy y (spanyol), vagy i (katalán) betű után. Ez a teljes név azonban gyakori, hogy csak a hivatalos iratokban, lexikonokban használatos, a hétköznapi életben nem (kb. mint sok esetben a magyaroknál a második keresztnév). A betűrendbe rendezés során azonban csak az apai vezetéknév kap hangsúlyt, vagyis Oriol Bohigas i Guardiola előrébb van a névsorban, mint Josep Puig i Cadafalch. Általában szócikkek címe is a hétköznap viselt névalak, például Alberto Palacio, és a teljes név csak a cikkben olvasható: Alberto de Palacio y Elissague.
Ugyanakkor előfordul, hogy az egyértelműsítés érdekében a teljes név válik a szócikk címévé, például Antoni Rovira i Trias (építész), Antoni Rovira i Rabassa (építész) és Antoni Rovira i Virgili (politikus, újságíró) esetében.

## A-L
- Vicente Acero (Vicente Acero y Arebo, kb. 1675/1680–1739) (wd)
- Martín de Aldehuela (José Martín de Aldehuela, 1729-1802) (wd)
- Martín de Andújar Cantos (1602-?) (wd)
- Juan Bautista Antonelli (1547–1616) (wd)
- Rafael Aranda (Rafael Aranda Quiles 1961- ) (wd)
- Claudio de Arciniega (1520–1593)
- Alberto Campo Baeza (1946-) (wd)
- Jerónimo Balbás (18. század) (wd)
- Francisco Becerra (kb. 1545–1605) (wd)
- Francesc Berenguer (Francesc Berenguer i Mestres 1866-1914) (wd)
- Alonso Berruguete (1488-1561) (wd)
- Ricardo Bofill (Ricard Bofill i Leví 1939-) (wd)
- Esteve Bonell (Esteve Bonell Costa 1942-) (wd)
- Jaume Busquets (Jaume Busquets i Mollera 1904-1968) (wd)
- Santiago Calatrava (Santiago Calatrava Valls 1951-)
- Félix Candela (Félix Candela Outeriño 1910–1997)
- Alonso Cano (1601-1667)
- Ildefons Cerdà (Ildefons Cerdà i Sunyer (1815-1876)
- Jerónimo Cuervo González (1838–1898) (wd)
- Antoni Bonet (Antoni Bonet i Castellana 1913-1989) (wd)
- José Churriguera (José Benito de Churriguera 1665-1725)
- Josep Antoni Coderch (Josep Antoni Coderch i de Sentmenat 1913-1984) (wd)
- Simón de Colonia (?-1511) (wd)
- Alonso de Covarrubias (1488-1570) (wd)
- Francisco de Cubas (Francisco de Cubas y González-Montes 1826-1899) (wd)
- Fernando Ramírez de Dampierre (Fernando Ramírez de Dampierre y Sánchez 1909-1999) (wd)
- Josep Domènech (Josep Domènech i Estapà 1858-1917) (wd)
- Lluís Domènech i Montaner (Lluís Domènech i Montaner 1850-1923) (wd)
- Damián Forment (1480-1540) (wd)
- Justo Gallego Martínez (Don Justo 1925-) (wd)
- Luis de Garrido (Luis de Garrido Talavera 1960-) (wd)
- Antoni Gaudí (1852–1926)
- Rodrigo Gil de Hontañón (1500–1577) (wd)
- Juan Gil de Hontañón (1480–1526) (wd)
- Bernardo Giner de los Ríos (1888–1970) (wd)
- Juan Gómez de Mora (1586–1648) (wd)
- Vicente Guallart (1963-) (wd) (wd)
- Juan Guas (1430-as évek–kb. 1496) (wd)
- Rafael Guastavino (Rafael Guastavino Moreno 1842-1908) (wd)
- Juan de Herrera (1530–1597)
- Francisco Herrera el Mozo(wd) (Francisco Herrera, "a fiatal" 1622–1685)
- Fernando Higueras (Fernando de Higueras Díaz 1930–2008) (wd)
- Andrés Jaque (1971-) (wd)

## M-Z
- Josep Maria Jujol (Josep Maria Jujol i Gibert 1879-1949) (wd)
- Pedro Machuca (kb. 1490–1550) (wd)
- Manuel Martín Madrid (1938-) (wd)
- César Manrique (1919–1992) (wd)
- Joan Margarit (Joan Margarit i Consarnau 1938-) (wd)
- Jaime Marquet (született: Jacques Marquet 1710–1782) (wd)
- Cèsar Martinell (Cèsar Martinell i Brunet 1888-1973) (wd)
- Enric Miralles (Enric Miralles Moya 1955-2000) (wd)
- Francesc Mitjans (Francesc Mitjans i Miró 1909-2006)
- Rafael Moneo (José Rafael Moneo Vallés 1937-)
- Adolfo Moran (Adolfo Morán Ortega 1953-) (wd)
- Luis Moreno Mansilla (1959-2012) (wd)
- Berenguer de Montagut (14. század) (wd)
- Carlos Morales Quintana (Carlos Javier Morales Quintana 1970-) (wd)
- Enrique Nieto (Enrique Nieto y Nieto 1880-1954) (wd)
- Fuensanta Nieto (1957-) (wd)
- Justo Antonio de Olaguibel (1753-1818) (wd)
- Alberto Palacio (Alberto de Palacio y Elissague 1856-1939) (wd)
- Antonio Palacios (Antonio Palacios Ramilo1874-1945) (wd)
- Carme Pigem (Carme Pigem Barceló 1962-) (wd)
- Carme Pinós (1954-) (wd)
- Isidre Puig Boada (1891–1987) (wd)
- Josep Puig i Cadafalch (1867–1956) (wd)
- Salvador Valeri (Salvador Valeri i Pupurull 1873–1954) (wd)
- Diego de Riaño (?-1534) (wd)
- Pedro de Ribera (1681-1742) (wd)
- Francesc Rius (Francesc Rius i Camps 1941-) (wd)
- Ventura Rodríguez (Ventura Rodríguez Tizón (1717-1785)
- Francisco Javier Sáenz de Oiza (1918–2000) (wd)
- Enric Sagnier (Enric Sagnier i Villavecchia (1858–1931) (wd)
- Josep Lluís Sert (Josep Lluís Sert i López (1902–1983) (wd)
- Diego Siloe (vagy Diego de Siloé (kb. 1495–1563) (wd)
- Enrique Sobejano (1957-) (wd)
- Arturo Soria (Arturo Soria y Mata 1844-1920) (wd)
- Alejandro de la Sota (Alejandro de la Sota Martínez 1913-1996) (wd)
- Luis Gutiérrez Soto (1890-1977) (wd)
- Tioda (9. század) (wd)
- Juan Bautista de Toledo (1515-1567) (wd)
- Manuel Tolsá (1757-1816) (wd)
- Narciso Tomé (1690–1742) (wd)
- Eduardo Torroja (Eduardo Torroja y Miret 1899-1961) (wd)
- Antoni Rovira i Trias (1816–1889)
- Emilio Tuñón (Emilio Tuñón Álvarez 1959) (wd)
- Andrés de Vandelvira (1509–1575) (wd)
- Lorenzo Vázquez de Segovia (15. század) (wd)
- Luis de Vega (?-1562) (wd)
- Alberto Veiga (?)
- Luis Vidal (1969- ) (wd)
- Ramón Vilalta (Ramón Vilalta Pujol (1960- ) (wd)
- José Vilaseca (José Vilaseca i Casanovas (1848-1910) (wd)
- Juan Bautista Villalpando (1552-1608) (wd)
- Juan de Villanueva (1739-1811) (wd)
- Alejandro Zaera-Polo (1963- ) (wd)
- Secundino Zuazo (Secundino Zuazo Ugalde 1887-1971) (wd)

## Fordítás
Ez a szócikk részben vagy egészben  a   List of Spanish architects című angol Wikipédia-szócikk ezen változatának fordításán alapul.  Az eredeti cikk szerkesztőit annak laptörténete sorolja fel. Ez a jelzés csupán a megfogalmazás eredetét és a szerzői jogokat jelzi, nem szolgál a cikkben szereplő információk forrásmegjelöléseként.